# Review of Scientific Instruments
Review of Scientific Instruments is een internationaal, aan collegiale toetsing onderworpen wetenschappelijk tijdschrift op het gebied van de natuurkunde. Het wordt uitgegeven door het American Institute of Physics en verschijnt maandelijks. Het eerste nummer verscheen in 1930.